# Роберт Нокс
Роберт Нокс (англ. Robert Knox; 4 вересня 1791, Единбург — 20 грудня 1862, Лондон) — шотландський хірург, анатом і зоолог. Був одним з найпопулярніших викладачів анатомії в Единбурзі до розкриття його співробітництва з анатомічними убивцями Берком і Геєром, у яких він купував трупи людей для використання у навчанні (не маючи в умовах тогочасного законодавства отримувати наочний матеріал для занять іншим шляхом). Також сумно відомий як антрополог-расист, оскільки в своїх статтях проповідував вищість і винятковість «англосаксонської раси».

## Біографія
Роберт Нокс був восьмою дитиною в единбурзькій родині Марії Шерер і Роберта Нокса (старшого), який викладав у Гаретському шпиталі (медичний навчальний заклад) математику і натурфілософію. Після закінчення Королівської середньої школи в Единбурзі він у 1810 році вступив до Медичної школи. Єдиною відомою нині згадкою про нього в документах цього закладу було те, що він не зміг здати екзамен з анатомії. Тим не менш, Нокс вступив на заочний анатомічний клас Джона Барклая, одного з найвідоміших британських лікарів і анатомів того часу, і цього разу зумів успішно здати екзамени.
Після закінчення медичного університету Единбурга у 1814 році, Роберт Нокс став асистентом військового хірурга і перший рік пропрацював у лондонському шпиталі Святого Бартоломея. У 1815 році, на завершальному етапі Наполеонівських війн, він працював у військовому шпиталі Брюсселя і саме тоді загорівся ідеєю розвитку комплексного вивчення анатомії, з метою вдалішого проведення хірургічних операцій. У той час його згадували як дуже енергійну і розумну людину, однак він був вкрай дратівливий й критикував методи хірургів, що оперували солдатів, поранених у битві при Ватерлоо. У квітні 1817 року він вступив до лав 72-го полку шотландських горців і одразу ж вирушив разом з ними до Південної Африки, й повернувся до Лондона лише до Різдва 1820 року. Незабаром, у жовтні 1821 року він вирушив до Парижу, де вивчав анатомію до кінця 1822 року. У Парижі він познайомився з Жоржем Кюв'є і Етьєном Жоффруа Сент-Ілером, двома науковцями, що стали для нього прикладом для наслідування і кумирами на все життя.

### Кар'єра в Единбурзі
Нокс повернувся до Единбургу на Різдво 1822 року. У 1823 році він став членом единбурзького Королівського товариства. Протягом цього часу він написав певну кількість статей на зоологічні теми для декількох британських наукових товариств. Невдовзі після свого обрання членом Королівського товариства він представив Королівському коледжу хірургів Единбурга план створення Музею порівняльної анатомії, який був прийнятий, й за вісім місяців Нокс був призначений директором новоствореного музею.
З 1826 до 1840 року Роберт Нокс викладав в анатомічній школі Барклая в Единбурзі, яка зібрала велику кількість студентів і за якістю викладання перевершувала інші школи. Але багато викладачів, що отримували невелику платню від міської ради за свою роботу, вели заняття нудно і суворо відносили до слухачів, на відміну від Нокса, лекції якого, згідно з описами, були зовсім іншими. Цим він створив попит на приватні уроки і давав їх більше, ніж всі інші викладачі разом узяті. На своїх лекціях, які називалися «континентальними», Нокс часто шокував студентів деталізацією анатомічних описів і своєю поведінкою загалом, нерідко висміюючи духовенство і релігію. Джон Джеймс Одюбон, який перебував у той час в Единбурзі в пошуках покупців для своїх «Птахів Америки», відвідав одну з лекцій Нокса і описував його як людину «в халаті і з пальцями, що вимазані кров'ю». Він також записав, що «подробиці [розтину, яке він демонстрував] були жахливими, деякі шокували більше ніж все, що я міг тільки уявити. Я був радий покинути цей склеп і вдихнути цілюще повітря вулиці».

### Купівля трупів
У 1815 році в програми медичних закладів Великої Британії анатомія була введена у значно більшому і серйознішому об'ємі ніж раніше. Однак, до прийняття «Анатомічного акту» 1832 року єдиним легальним джерелом отримання трупів для медичних закладів була передача тіл страчених злочинців. Але у зв'язку з тим, що на початку XIX століття з відміною «Кривавого кодексу» кількість страт скорочувалася, виник гострий дефіцит трупів і стало неможливим нормальне навчання студентів-медиків. Нелегальна купівля трупів, що передбачала купівлю лікарями трупів померлих на вулиці чи навіть вже похованих волоцюг, до того часу вже була поширеним явищем, але потреби школи Нокса вона вже не могла вдовольнити: Нокс звик викладати за так званою «французькою моделлю», коли кожному студенту відводиться один труп. У листопаді 1827 року у чоловіка на ім'я Вільям Геєр, що задав помешкання внайми, несподівано помер квартирант, і Нокс придбав у нього тіло за 7 фунтів і 10 шилінгів. Після цього випадку Геєр і його спільник Берк, більш відомі як вест-портські вбивці, почали вбивати волоцюг і п'яниць, перед цим заманюючи до свого будинку, з метою наступного продажу їхніх тіл Ноксу. Вони здійснили щонайменше 16 вбивств перед тим, як були впіймані 2 листопада 1828 року.
Зв'язок Нокса зі злочинцями був одразу ж викритий, хоча вони присягнулися, що купуючи трупи Нокс не знав про те, що людей вбивали спеціально. Через цю історію місто було охоплене жахом, який тільки збільшувався від численних публікацій у газетах про ці події. Хоча Ноксу не було висунуто ніяких звинувачень, його репутація була безнадійно підірвана. Люди почали побоюватися його, на його будинок був вчинений напад, а співробітники единбурзького Королівського коледжу хірургів, де Нокс тоді працював, почали докладати великих зусиль, щоб вигнати його. Врешті він був змушений у червні 1831 року залишити посаду куратора Музею порівняльної анатомії, який раніше сам заснував. Тим не менш, Нокс надалі нелегально купував трупи і давав приватні уроки, які вже не збирали такої великої кількості слухачів, але після прийняття у 1832 році Анатомічного акту, що робив обов'язковими заняття з практичної анатомії у всіх медичних університетах і давав цим закладам ширші легальні можливості для отримання трупів, його кар'єра виявилася зруйнованою остаточно.

### Переїзд до Лондона
У 1841 році померла дружина Нокса, Мері Рассел, з якою він дружився у 1823 році, і їхня одна дитина. Це, а також переслідування з боку міських чиновників змусило його у 1842 році переїхати до Лондона (решта його дітей залишились з його племінником). Однак у Лондоні про його минуло було добре відомо, тому знайти роботу хірурга він не зміг. До 1856 року він заробляв на життя медичною журналістикою, написанням книг і статей з цієї тематики і поодинокими публічними лекціями з анатомії; всі його основні роботи були написані в період до 1857 року включно, причому найкраще продавалися його статті з риболовлі, якою він захоплювався все життя. У 1956 році він влаштувався на роботу патологоанатомом в онкологічну лікарню Лондона, де пропрацював до смерті. Помер 20 грудня 1862 року, похований на цвинтарі Бруквуд, що біля Вокінга, графство Суррей.

## Праці

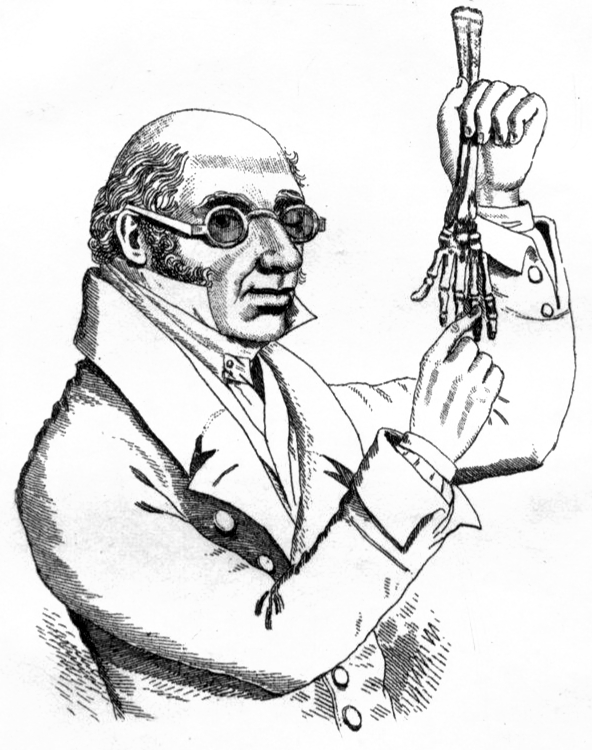
Роберт Нокс, малюнок бл. 1830 року

У своїх творах Нокс синтезував погляди на природу трьох найвпливовіших натуралістів того часу. З робіт Кюв'є він взяв уявлення про великі епохи у природничій історії, про вимирання і неадекватність біблійних розповідей. З робіт Етьєна Жофруа Сент-Ілера і Анрі Бленвіля він запозичив просторовий і тематичний погляд на живих істот. Він вважав, що за належних зусиль, всі живі істоти можуть бути вірно класифіковані та правильно розподілені в умовній таблиці, і можна побачити внутрішні та зовнішні зміни їх органів і анатомії згідно з принципом зв'язку, єдності композиції і компенсації.
Погляди Гете були ще одним важливим доповненням до поглядів Нокса на природу. Гете вважав, що в світі живої природи існували певні трансцендентні архетипи, які могли бути створені вищою силою. Якщо, на його думку, натураліст у достатньому ступені проникливо розглядатиме історію розвитку істот в цьому правильному порядку, він матиме змогу сприйняти — естетично — той самий архетип, який був іманентним у сукупності гілки розвитку, хоча в теперішній час саме такої істоти вже не існує. Нокс писав, що для нього дуже важливо довести існування «універсальних тварин», «чи, іншими словами, довести, що спадкове походження пов'язане передусім з конкретним родом чи родиною». Таким чином, він міг би претендувати на відкриття схеми класифікації живої природи на рівні роду, але в ній було дуже туманним поняття виду. Людина, на його думку, також являла собою рід, а не вид. Видами він вбачав раси, оскільки визначення виду для нього не існувало. Нокс розглядав свою роботу як основу для формування базових расових законів. Як доповнення до класифікації рас як видів Нокс вважав, що існують відмінності всередині рас в залежності від типів походження конкретної нації. Він вважав, що англійці-англосаксонці перевершують всіх інших.